# La ribellione
La ribellione (Die Rebellion) è un romanzo di Joseph Roth uscito dal 27 luglio al 29 agosto 1924 a puntate sul "Vorwärts". Breve e amaro, narra le vicende di un reduce ed invalido della grande guerra. Passando attraverso una serie di avversità e situazioni sfortunate egli vede svanire la sua fiducia nello Stato e nelle autorità, finendo per perdere anche quel poco che possedeva. Terminerà la sua esistenza, solo e nell'indifferenza di tutti.

## Edizioni
Joseph Roth, Romanzi brevi: La tela di ragno - Hotel Savoy - La ribellione - Il peso falso, Milano, Adelphi, 1983, ISBN 88-459-0558-6.